# Akysis maculipinnis
Akysis maculipinnis — сом з роду Akysis родини Akysidae ряду сомоподібних.

## Опис
Загальна довжина сягає 3-3,1 см. Голова сягає голови 22-28.6 % загальної довжини тіла. Діаметр очей становив 12-16 % загальної довжини. Носові вусики становлять 57-92 % загальної довжини. За головою на спині невеликий горб. Тулуб середнього розміру. Має 31-32 хребців. У спинному плавці 5-6 м'яких променів, в анальному 8-10. У самців коротше черевні плавці та опуклі статеві сосочки. Хвостовий плавець розділено. Виїмка хвостового плавця становить 8,8-10,7 % самого плавця.
Загальний фон червоно-коричневий. Голова і передня частина корпусу темніша. Від середини тіла (нижня частина) тягнеться велика пляма, яке переходить в смугу і закінчується біля основи хвостового плавця.

## Спосіб життя
Полюбляє каламутні річки, протоки й канали. Активний уночі, веде потайний спосіб життя. Вдень ховається в ґрунті, куди доволі швидко заривається. Живиться водними безхребетними.

## Розповсюдження
Є ендеміком Таїланду. Поширено в річках Меконг і Чао Прайя до верхньої частини Сіамської затоки.